# Сухоруков Дмитро Семенович
Військова кар'єра
- 18 червня 1965 — генерал-майор
- 29 квітня 1970 — генерал-лейтенант
- 25 квітня 1977 — Генерал-полковник
- 16 грудня 1982 — генерал армії

Сухору́ков Дмитро́ Семе́нович (*2 листопада 1922 — † 8 липня 2003, Москва) — радянський воєначальник, генерал армії (1982), дванадцятий командувач ПДВ (1979—1987) за часи агресії Радянського Союзу в Афганістані.
Учасник німецько-радянської війни, в якій брав участь як командир взводу, командир роти, начальник штабу батальйону. Після війни — командир батальйону. В 1955—1958 слухач Військової академії ім. М. В. Фрунзе, по завершенні якої проходив службу у повітрянодесантних військах: командир парашутно-десантного полку, начальник штабу дивізії, командир повітрянодесантної дивізії, заступник й командир корпусу. В 1969—1971 роках — заступник командувача ПДВ, потім командувач армії, перший заступник командувача військами Закавказького військового округу та командувач Центральною групою військ. З січня 1979 до липня 1987 року — Командувач Повітрянодесантних військ, з липня 1987 до липня 1990 року — заступник Міністра оборони СРСР з кадрів. Депутат Верховної Ради РРФСР 10-го та 11-го скликань (1980—1990).

## Біографія
Сухоруков Дмитро Семенович народився 2 листопада 1922 року в селі Білий Колодязь Корочанського повіту Курської губернії в родині селянина. У 1929 році сім'я була розкуркулена, батьки заслані на спецпоселення до Вологодської області, де він навчався. У 1939 році вступив та в серпні 1941 року закінчив Ленінградське військове інженерне училище. Разом із училищем був передислокований до Костроми, де отримав посаду командира навчального взводу, з 1943 року — командира навчальної роти.
З травня 1944 року командир саперно-підривної роти 332-го гвардійського стрілецького полку 104-ї гвардійської стрілецької дивізії в Московському військовому окрузі. В лютому 1945 року на посаді старшого ад'ютанта повітрянодесантного (потім — стрілецького) батальйону (нині така посада називається «начальник штабу батальйону») свого полку прибув на фронт, де частину включили до складу Дієвої армії. У лавах 104-ї гвардійської стрілецької дивізії 9-ї гвардійської армії 3-го Українського та 2-го Українського фронтів брав участь у Віденській та Празькій наступальних операціях. У березні 1945 року був поранений. Закінчив війну у Чехословаччині.
Після завершення Другої світової війни продовжив службу в лавах Збройних сил СРСР, служив в Угорщині, в Естонській РСР, у місті Остров Псковської області та в селищі Гайжюнай Литовської РСР. Посідав посади заступника та командира парашутно-десантного батальйону у 7-й гвардійській повітрянодесантній дивізії. 1955 року став заступником командира парашутно-десантного полку. У 1955—1958 роках слухач Військової академії ім. М. В. Фрунзе, яку закінчив із золотою медаллю. З листопада 1958 — командир 108-го гвардійського парашутно-десантного полку 7-ї гвардійської повітрянодесантної дивізії в Каунасі. З серпня 1961 року начальник штабу — заступник командира 7-ї гвардійської повітрянодесантної дивізії, з вересня 1962 року — командир 98-ї гвардійської повітрянодесантної дивізії у місті Білогорську Амурської області.
З березня 1966 генерал Сухоруков Д. С. продовжив службу у сухопутних військах; заступник командира, а з липня 1968 — командир 2-го армійського корпусу Далекосхідного військового округу на Сахаліні. Закінчив Вищі академічні курси при Військовій академії Генерального штабу у 1968 році. У грудні 1969 призначений першим заступником командувача Повітряно-десантними військами. У грудні 1971 року знову переведений до сухопутних військ, призначений командувачем 11-ї гвардійської загальновійськової армії в Прибалтійському військовому окрузі. З березня 1974 року — перший заступник командувача військ Закавказького військового округу. З листопада 1976 року — командувач Центральної групи військ у Чехословаччині.
У січні 1979 року генерал-полковник Сухоруков Д. С. призначений замість генерала армії Маргелова В. П. командувачем ПДВ. На цій посаді у грудні 1979 року був одним із головних організаторів та виконавців операції із вторгнення радянських військ до Афганістану. Надалі багаторазово перебував у відрядженнях в Афганістані як з метою перевірок численних частин ВДВ у складі Обмеженого контингенту радянських військ, так і з метою планування та керівництва військами у проведенні бойових операцій.
З 30 травня 1987 по липень 1990 року — начальник Головного управління кадрів Міністерства оборони СРСР — заступник міністра оборони СРСР з кадрів. З липня 1990 року — у Групі генеральних інспекторів та у розпорядженні міністра оборони СРСР.
8 липня 2003 року генерал армії Сухоруков Дмитро Семенович помер у Москві у віці 80 років. Похований на Троєкурівському цвинтарі Москви.

## Твори
- Сухоруков Дмитрий Семенович, Записки командующего-десантника [Архівовано 24 лютого 2011 у Wayback Machine.] — М.: ОЛМА-ПРЕСС, 2000, ISBN 5-224-01383-6
- Сухоруков Д. С. Воздушные десанты во фронтовых наступательных операциях Великой Отечественной войны // Военно-исторический журнал. — 1985. — № 12. — С. 14—21.